# 澳門大學連接橫琴口岸通道橋
澳門大學連接橫琴口岸通道橋（葡萄牙語：Ponte de Acesso que liga a Universidade de Macau e o Posto Fronteiriço Hengqin），分別由兩條400米及240米橋樑組成，橋面同時設有行人專用通道，往返澳門大學校本部及橫琴口岸澳門口岸區，作為第三條橫琴粵澳深度合作區通往澳門特別行政區的陸路通道。

## 歷史
2020年8月11日，珠澳兩地政府同時發佈公告，根據《國務院關於同意啟用橫琴口岸澳方口岸區及相關延伸區旅檢區域的批覆》，橫琴口岸新旅檢區域於2020年8月18日15時起啟用，初期僅開放旅檢區域和交通樞紐，原有的出入境車道保留，並預留興建連接橋至澳門大學新校區。
2021年9月15日，《橫琴粵澳深度合作區建設總體方案》舉行保安司及運輸工務司範疇的新聞介紹會。時任建設發展辦公室主任林煒浩指出，計劃興建一座橋樑由澳門大學新校區連接至橫琴口岸，通道橋是為了澳門大學的師生在澳門與澳門大學之間多了一個選擇。林煒浩指出，項目現時做前期工作中，會在短期內啟動，而橋的落腳點在澳門大學校本部的東北角（澳門大學總站）。通道橋將連接澳門大學與蓮花大橋引橋的引留接駁口；初步方案是有兩條橋樑，一條是400米，另一條是240米。橋樑除了通車外，還設有專用行人專道。而該項目是在做前期工作中，項目會在短期內啟動。
2021年12月23日，建設發展辦公室公佈項目判結結果，其中代建工程由南光(集團)有限公司獲判，價格為2.49億澳門元，工期430日。
2022年2月17日至2023年6月9日期間，為配合通道橋主體工程第二階段施工，澳門大學校園內鄰近消防站的暢運大馬路及周邊道路實施臨時交通安排，期間位於暢運大馬路的“澳門大學總站”暫停使用。
2023年2月下旬，通道桥项目75m跨钢箱梁顶推成功就位，标志着项目取得突破性进展，为项目按期竣工奠定了基础。钢箱梁采用顶推施工工法，科技含量高、施工质量要求高，是本项目的重点和难点。项目通过多次邀请专家进行研讨、论证，对河中支架设计不断优化降低对水闸及堤岸的影响；巧用步履式顶推设备，采用PLC+工控机系统、主从分布式控制系统、恒流量无极调速液压系统，PID控制比例阀技术等实现多点连续顶推，智能测量监测同步实施。
2023年4月26日，代建商南光集團宣佈通道橋項目琴澳兩側橋樑近日順利合攏，標誌著項目取得重大階段性成果。
2023年6月中旬，通道橋開展橋面鋪設及雨篷安裝工程；根據特區公報刊登的行政長官公告顯示，通道橋在中國大陸境內的橋面、橋體（橋墩除外）共3,200多平方米，自同年8月1日起啟用，正式開通日期由粵澳政府商定。
2023年7月31日，公共建設局表示，通道橋項目順利竣工並完成驗收。分別設有兩條雙向單線行車的通道橋，全長約808米，主要連通橫琴口岸與澳門大學校區，以及設有升降機連接至橋面有雨蓬的行人專道，而行人專道連接至橫琴口岸。另根據中華人民共和國國務院批覆，通道橋在中國大陸境內的橋面及橋體（橋墩除外），於同年8月1日0時起移交給澳門特別行政區，而正式開通日期將配合橫琴口岸二期工程的進展而確定。
2023年8月10日，澳門特區政府保安司司長黃少澤表示，通道橋待完善系列配套後，希望與橫琴口岸二期車道同步啟用。
2023年9月13日，橫琴粵澳深度合作區城市規劃和建設局副局長汪雲表示，連接橋工程已完工，待落實橫琴口岸二期通關安排便可開通使用，方便澳門大學師生進出橫琴。
2023年9月26日15時起，橫琴口岸二期新客貨車通道開通試運行，通道橋同日起同步開通，駕駛者除可便捷往來橫琴口岸及澳門大學外，亦可取道蓮花大橋往來氹仔島；而因應澳方口岸區仍有改善工程進行當中，有關蓮花大橋及澳門大學連接橫琴口岸通道橋目前會禁止行人、單車及電單車通行，澳門大學連接橫琴口岸通道橋行人專道因口岸交通平台重整工程影響未能同步啟用。
2024年2月2日，通道橋行人專道正式開通使用，備有升降機連接至橋面，同時設有雨蓬，方便行人選擇通過步行往來橫琴口岸及澳門大學。

## 建築結構
澳門大學連接橫琴口岸通道橋項目作為澳門特別行政區政府第二個五年規劃（2021-2025）重點項目之一，同時是《橫琴粵澳深度合作區建設總體方案》規劃重點項目之一。通道橋項目位於蓮花大橋南側，聯通蓮花大橋與澳門大學新校區，並實現澳大校區與連接中國大陸及橫琴粵澳深度合作區的橫琴口岸互聯互通。
項目北起蓮花大橋出境匝道兩個預留口，沿十字門水道橫琴側邊防巡邏南延，跨過澳大排水渠後進入澳門大學，然後分線分別沿澳門大學總站和暢運大馬路落地。道路全長約807.5公尺，其中A匝道約445.9公尺 ，橋樑約282.0公尺；B匝道約361.6公尺 ，橋樑約247.3公尺。為完成橋體合攏，項目團隊克服施工工藝複雜，技術難度大，作業條件受限，跨境施工協調部門多等諸多難題，其中b1匝道為雙箱池設計，結構相對複雜，無法一次性澆注，並且處於臨近邊境敏感區域，項目團隊採用分層澆築的施工方案，順利完成B1匝道整體澆注，實現了既定目標，為項目竣工奠定堅實基礎。

## 交通安排
橫琴口岸二期啟用後，蓮花大橋同時恢復全線通車，並開放予一般車輛（電單車及單車除外）通行，往來橫琴口岸澳方口岸區及取道通道橋出入澳大校本部，通道橋禁止單車及電單車通行。 行人專道於2024年2月正式對外開放使用。
公共巴士方面，701X及N6路線由正式通車時起改取道此通道橋，從澳門大學途經橫琴澳方口岸往返路氹城。 701XS路線自增設當天起均取道通道橋往返橫琴澳方口岸至澳門大學。
通琴號跨境通勤線由通車翌日（2023年9月27日）起，新增跨境B9線往返澳門大學。同時調整跨境B5線及跨境B8線行程，上班班次先走通道橋，途經澳門大學後再前往澳門科技大學；下班班次改由澳門科技大學開出，再到澳門大學後經通道橋前往橫琴口岸。
當地球物理暨氣象局發出八號風球期間，蓮花大橋將會封閉；橫琴口岸於通道橋開通後維持正常通關運作，所有車輛（電單車及行人除外）可取道通道橋出入橫琴口岸；行人通道於八號風球生效期間臨時封閉。

## 法律基礎
2019年10月26日，第十三屆全國人民代表大會常務委員會第十四次會議表決通過了《全國人民代表大會常務委員會關於授權澳門特別行政區對橫琴口岸澳方口岸區及相關延伸區實施管轄的決定》。粵澳兩地於2018年8月向中央政府提出將澳門路氹邊檢大樓遷至橫琴口岸。根據決定授權澳門特別行政區實施管轄的區域包括橫琴口岸澳方口岸區、蓮花大橋和澳門大學連接橫琴口岸通道橋相關部分（橋墩除外）。
2020年1月13日，澳門特別行政區行政會完成討論《訂定在橫琴口岸澳方口岸區及相關延伸區適用澳門特別行政區法律的基本規範》法律草案。法案建議，澳方口岸區及相關延伸區是指由國務院分階段確定的坐標及面積，並經由行政長官批示公佈的地籍圖所劃定的範圍。此外，法案亦明確由該地籍圖劃定澳門特區合法進出澳方口岸區的通道，以及明確相關延伸區包括通道橋相關部分（橋墩除外）。
2020年3月2日，中華人民共和國國務院對粵澳兩地政府作批覆，同意横琴口岸澳方口岸区及相关延伸区旅检区域自2020年3月18日零时起启用并适用澳门特别行政区法律实施管辖。澳门特别行政区立法会亦已于2020年3月16日细则性通过《订定在横琴口岸澳方口岸区及相关延伸区适用澳门特别行政区法律的基本规范》法案，该法律于2020年3月18日零时生效，订定横琴口岸澳方口岸区及相关延伸区自启用之日起适用澳门特别行政区法律。口岸分三個階段交給澳方，其中第二階段包括永久客货车通道、随车人员验放厅，以及澳门大学通往横琴新口岸通道桥等，當時預計於2021年建成。
2023年4月20日0時起，經國務院批准橫琴口岸澳方口岸區及相關延伸區第二階段客貨車檢區域（澳門大學連接橫琴口岸通道橋除外）正式交付澳門特別行政區使用，並依照澳門特別行政區法律實施管轄。
2023年6月19日，《澳門特別行政區公報》刊登《第11/2023號行政長官公告》，命令公佈中華人民共和國國務院批覆廣東省人民政府及澳門特別行政區政府，同意分階段啟用橫琴口岸澳方口岸區及相關延伸區第二階段區域，適用澳門法律實施管轄。按照第1/2020號法律規定，相關延伸區包括蓮花大橋和此通道橋相關部分（橋墩除外），以及澳門輕軌延伸至橫琴口岸的預留空間。上述第二階段區域包括四個區塊，其中通道橋（橋墩除外）為第四區塊，共3,200多平方米，自2023年8月1日啟用，正式開通日期由粵澳兩地政府商定。

## 獎項
2022年12月，工程建造項目中運用澳門大學團隊研發的“納米泡沫混凝土”材料獲得澳門科學技術獎技術發明三等獎。這項發明以納米粒子團聚在氣泡外壁，再將泡沫與水泥漿混合，得到同等配方時氣孔遠小於市面產品的納米泡沫混凝土材料。

## 外部連結
- 澳門特別行政區第1/2020號法律 - 訂定在橫琴口岸澳方口岸區及相關延伸區適用澳門特別行政區法律的基本規範 （页面存档备份，存于）
- 第11/2023號行政長官公告 - 命令公佈《國務院關於同意啟用橫琴口岸澳方口岸區及相關延伸區第二階段區域的批覆》 （页面存档备份，存于）
- 公共建設局 - 澳門大學連接橫琴口岸通道橋項目 （页面存档备份，存于）